# Испанско-никарагуанские отношения
Испанско-никарагуанские отношения — двусторонние дипломатические отношения между Испанией и Никарагуа. Государства являются членами Организации Объединённых Наций, Организации иберо-американских государств и Ассоциации академий испанского языка.

## История

### Испанская колонизация

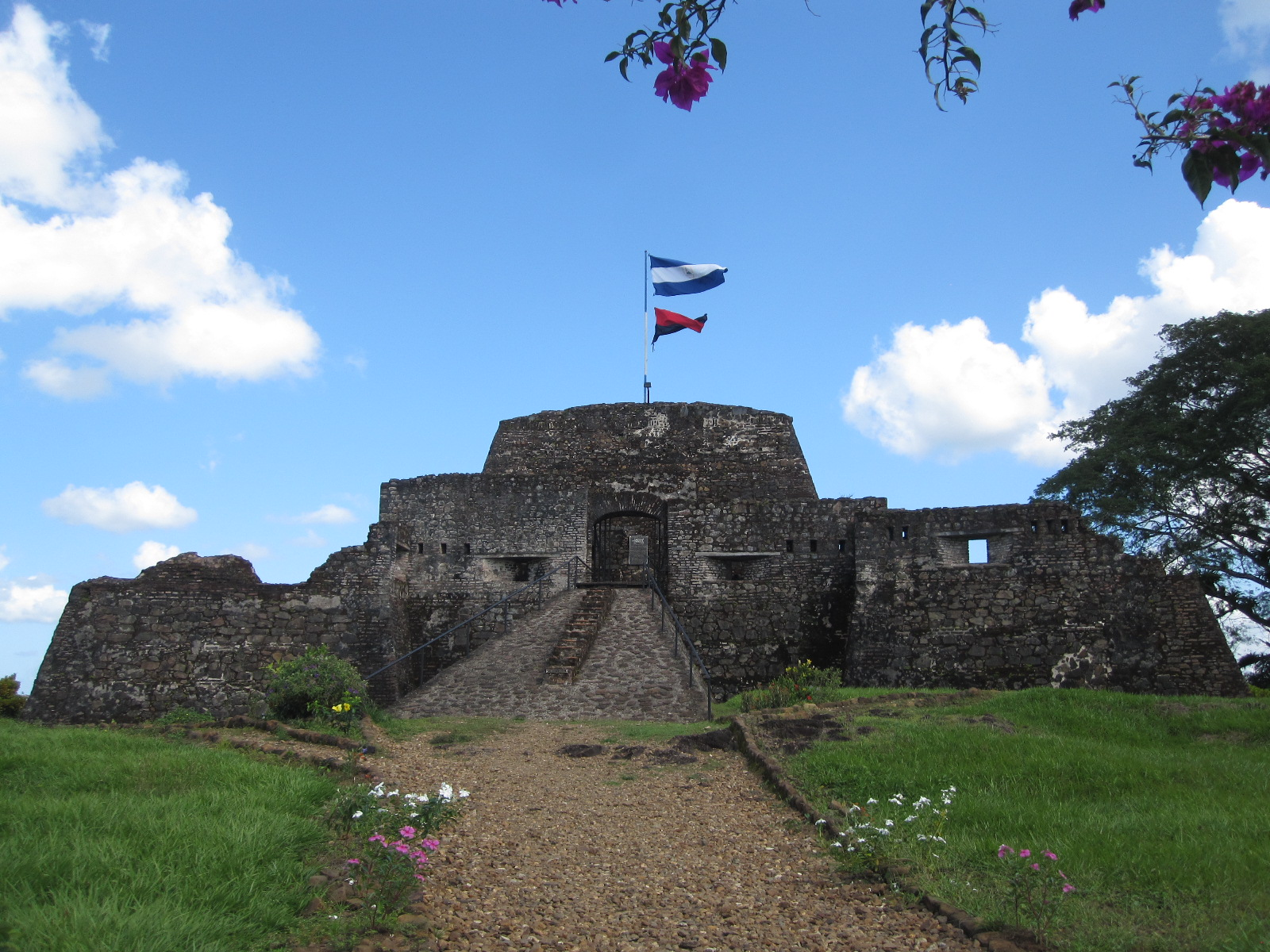
Испанская крепость, построенная в 1673 году в Эль-Кастильо

В сентябре 1502 года исследователь Христофор Колумб прибыл в восточную часть Никарагуа во время своего четвёртого путешествия в Америку. В 1522 году испанский конкистадор Хиль Давила прибыл в Никарагуа, где объявил её частью Испании. Хиль Давила назвал территорию в честь вождя по имени Никарао, добавив в название испанское слово, обозначающее воду (Agua). В 1524 году испанский конкистадор Франсиско Эрнандес де Кордова основал первые испанские поселения Гранада и Леон.
В результате испанского вторжения численность коренного населения резко сократилась. В течение трех десятилетий коренное население в один миллион человек резко сократилось до нескольких десятков тысяч, так как примерно половина коренных жителей умерла от заразных болезней, привезённых из Европы, а большинство остальных были вынуждены трудиться на принудительных работах в других испанских колониях Нового Света.
Территория Никарагуа вскоре официально стала частью Испанской империи под управлением вице-короля Новой Испании, базировавшегося в Мехико, и управлялась генерал-капитанством Гватемалы из Антигуа-Гуатемала. На протяжении большей части испанской колонизации территория в основном оставалась заброшенной. В 1740 году Великобритания захватила Москитовый берег Никарагуа и удерживала его до 1786 года.

### Независимость
В 1808 году Жозеф Бонапарт был провозглашен королем Испании, и несколько американских колоний объявили о своей независимости от Испании. Никарагуа и большинство стран Центральной Америки управлялись Мехико, а Новая Испания провозгласила свою независимость в 1810 году. В 1821 году по Игуальскому плану Мексика стала конституционной монархией. Никарагуа провозгласила свою независимость от Испании 15 сентября 1821 года и решила присоединиться к Первой Мексиканской империи под руководством императора Агустина I.
В марте 1823 года Агустин I сложил с себя полномочия императора, и Мексика стала республикой. Никарагуа решила отделиться от Мексики 1 июля 1823 года. Никарагуа вместе с Коста-Рикой, Сальвадором, Гватемалой и Гондурасом образовали Федеративную Республику Центральной Америки. В 1839 году Центральноамериканская Федерация распалась, и Никарагуа стала независимым государством.

### После обретения независимости

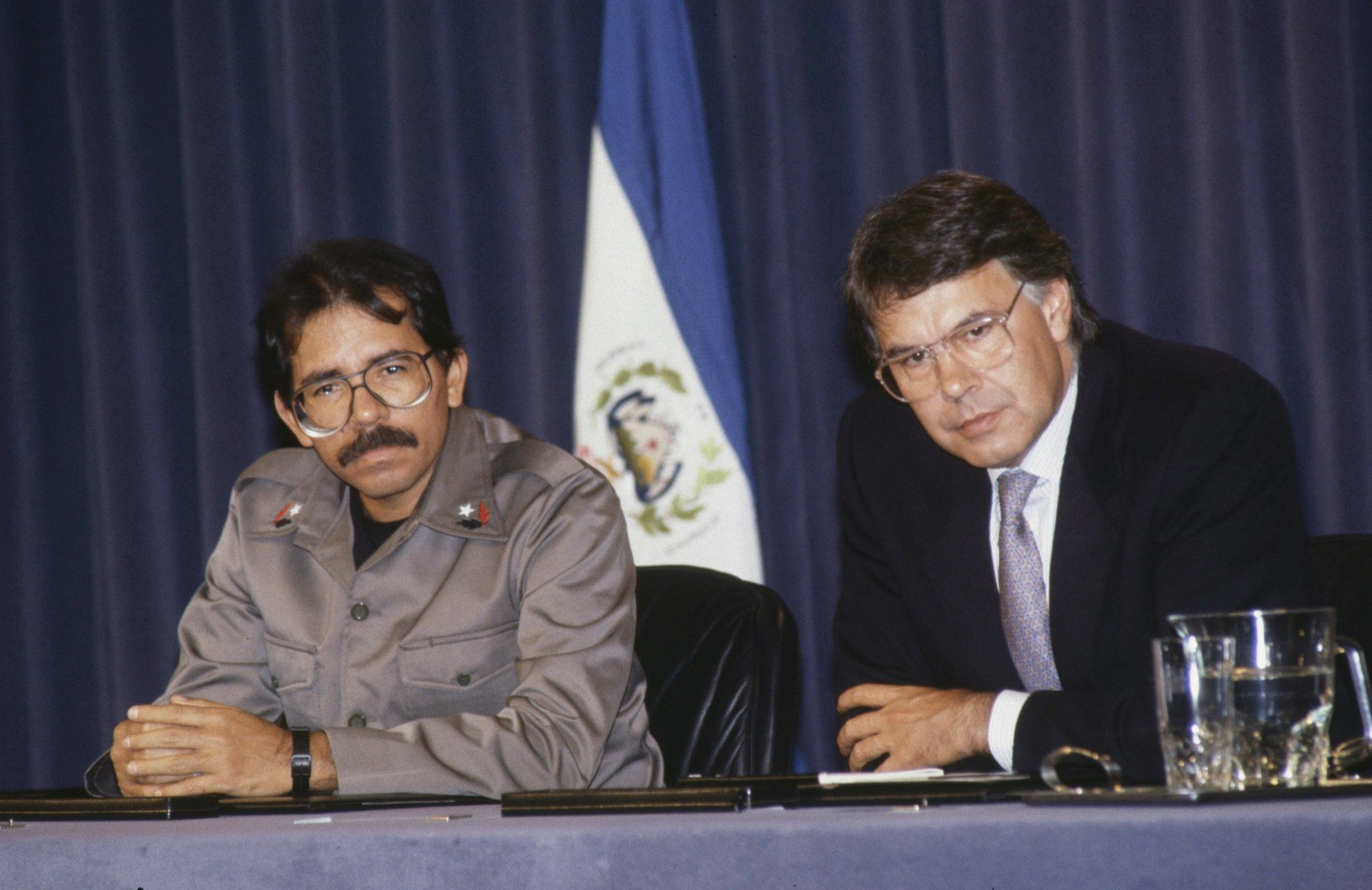
Президент Никарагуа Даниэль Ортега с премьер-министром Испании Фелипе Гонсалесом в Мадриде, 1989 год

20 марта 1851 года государства официально установили дипломатические отношения и подписали Договор о мире и дружбе. Во время гражданской войны в Испании Никарагуа официально признала правительство Франсиско Франко.
Во время Сандинистской революции (1961—1990) Испания поддерживала дипломатические отношения с Правительственной хунтой национального возрождения, которую возглавлял Даниэль Ортега. В ответ Никарагуа пообещала, что баскским националистам из ЭТА не будет разрешено действовать на их территории, даже несмотря на то, что они открыто поддерживали Сандинистский фронт национального освобождения.
В апреле 1991 года король Испании Хуан Карлос I осуществил свой первый и единственный визит в Никарагуа по случаю окончания Сандинистской революции. Во время своего визита встретился с президентом Никарагуа Виолетой Чаморро.
В феврале 2023 года испанское правительство предложило предоставить испанское гражданство любому гражданину Никарагуа, который может быть объявлен апатридом правительством Даниэля Ортеги, основываясь на опыте 222 граждан Никарагуа, высланных в США в начале месяца.

## Соглашения

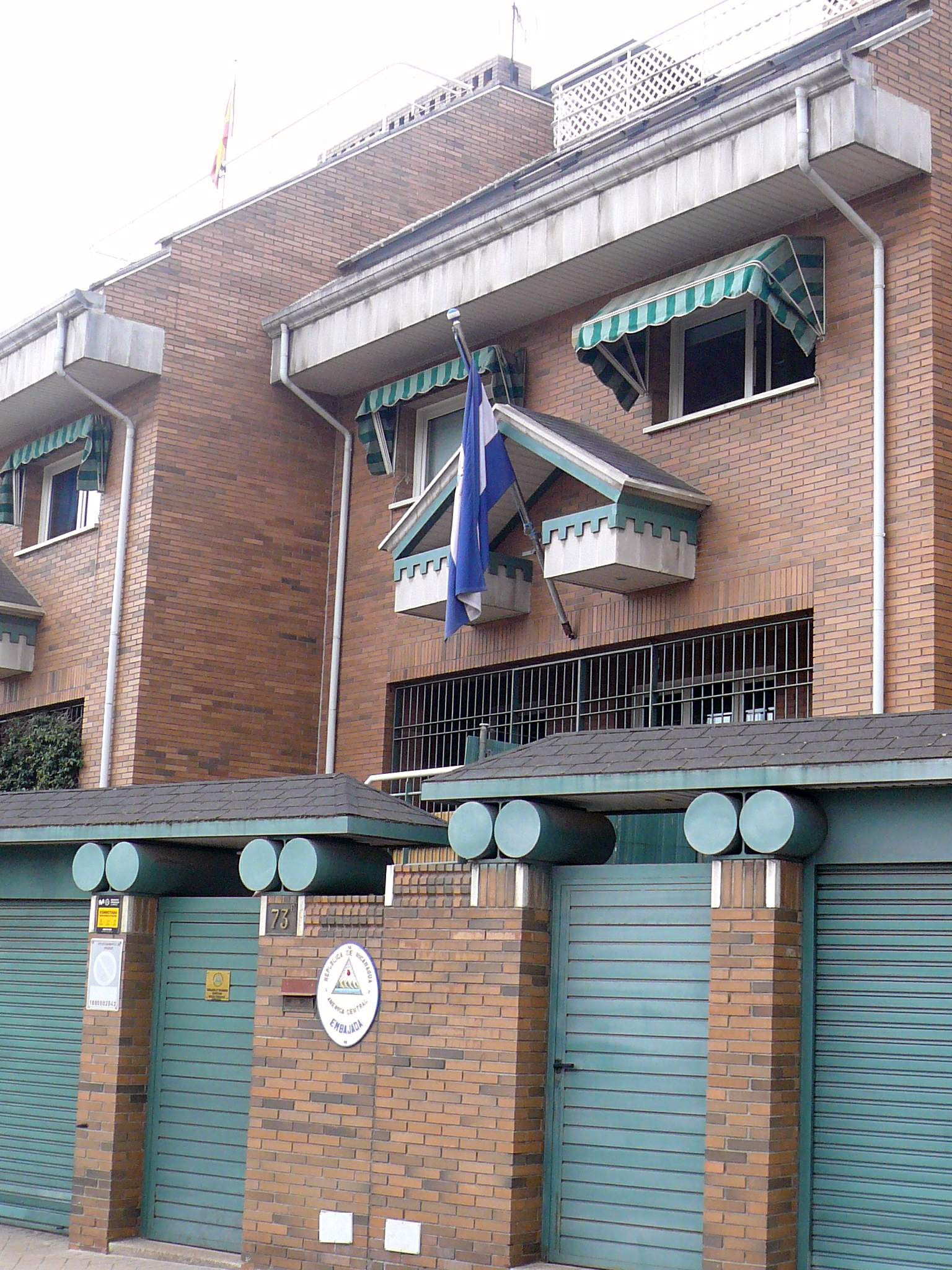
Посольство Никарагуа в Мадриде

Между государствами подписано несколько двусторонних соглашений, таких как: Соглашение о двойном гражданстве (1961 год); Соглашение о техническом сотрудничестве (1975 год); Договор о выдаче (1977 год); Соглашение о культурном, образовательном и научном сотрудничестве (1991 год); Соглашение о воздушном транспорте (1992 год); Соглашение о взаимном поощрении и защите инвестиций (1994 год) и Соглашение о омологации и обмене водительских прав (2012 год).

## Торговля
В 2017 году объём товарооборота между государствами составил сумму 71,5 млн евро. Экспорт Никарагуа в Испанию: рыба, ракообразные и мидии. Экспорт Испании в Никарагуа: машинное оборудование, фармацевтика, электронное оборудование, одежда и продукты питания. Испанские многонациональные компании, такие как: Mapfre и Zara, представлены в Никарагуа.

## Дипломатические представительства
- Испания имеет посольство в Манагуа[9].
- Никарагуа содержит посольство в Мадриде[10].